# Релікварій

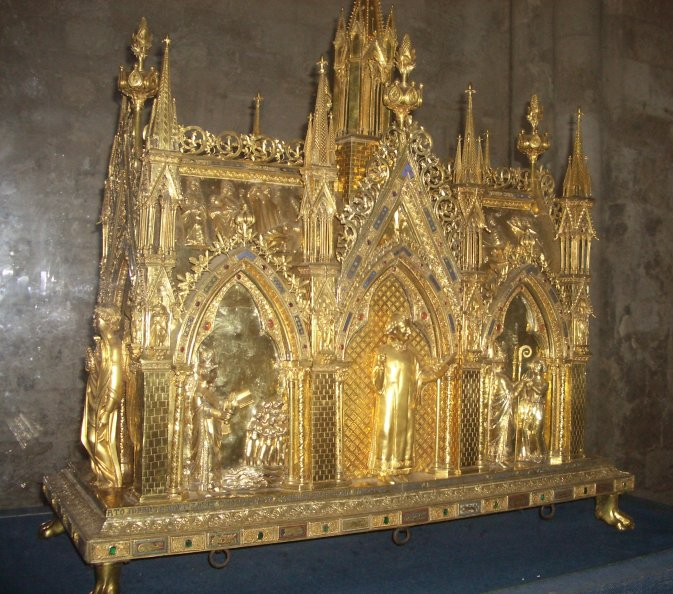
Релікварій Святого Таурина.

Релікварій (лат. Reliquarium, від  reliquiae ) — вмістилище для зберігання цінних реліквій, які мають релігійне сакральне значення. Шанування реліквій найрозвиненіше в християнстві, але також проявляється в індуїзмі, деяких формах буддизму (див. Ступа) та інших культах.
Релікваріями називаються іноді наперсні хрести, що містять у собі частинки мощів.
Реліквії давно були важливими для буддистів, християн, індусів та послідовників багатьох інших релігій.  У цих культурах релікварії часто знаходяться у святинях, церквах або храмах, до яких вірні здійснюють паломництво, щоб отримати благословення.

## Поширення вкатолицизмі
В римсько-католицькій церкві ковчег для зберігання мощей святого увійшов у вжиток дуже рано. Такі ковчеги мали вельми різну форму, виготовлялися з дорогих матеріалів і орнаментировались з великою розкішшю. В X—XII століттях їм надавався найчастіше вигляд прикрашеного емаллю і слоновою кісткою довгастого будиночка з двосхилим дахом, нерідко з нішами в бічних стінках, які містили в собі фігури апостолів або інших святих, і з статуями Христа та Богоматері на фронтонних сторонах.